# ŽKK Play Off Sarajevo
El ŽKK Play Off Sarajevo, actualmente conocido como ŽKK Play Off Meridianbet por motivos de patrocinio, es un club profesional de baloncesto femenino con sede en Sarajevo, Bosnia y Herzegovina. El equipo compite en el Campeonato de Baloncesto Femenino de Bosnia y Herzegovina y juega sus partidos como local en el Centro Cultural y Deportivo Ilidža, con capacidad para 2.700 espectadores.
Apenas 15 meses después de su fundación, el club se coronó campeón de la Liga A1 (segunda división) en la temporada 2012/2013 y logró el subcampeonato en el campeonato nacional al año siguiente. Entre sus logros más destacados se encuentran tres títulos del campeonato nacional de Bosnia y Herzegovina y una victoria en la Copa de Bosnia y Herzegovina. El ŽKK Play Off también ha participado en la Liga Adriática, compitiendo contra algunos de los equipos más destacados de la región.

## Palmarés
Campeonato de Bosnia y Herzegovina
- campeón (3): 2016, 2017, 2022
- subcampeón (3): 2014, 2015, 2018

Copa de Bosnia y Herzegovina
- campeón (1): 2017
- subcampeón (3): 2016, 2018, 2022

## Clasificación de la temporada
| - 2013-2014: 2º - 2014-2015: 2º - 2015-2016: campeón - 2016-2017: campeón | - 2017-2018: 2º - 2018-2019: 4º - 2019-2020: 4º - 2020-2021: 4º | - 2021-2022: campeón - 2022-2023: 4º - 2023-2024: 8º - 2024-2025: 3º |

## Jugadores destacados
Lista de exjugadoras destacadas:
| - Neira Alispahić - Sandra Azinović - Ines Babić - Nikolina Babić - Amra Begić - Dajana Bugarin - Almira Ćato - Anđela Delić - Nikolina Delić | - Nikolina Džebo - Marina Džinić - Miljana Džombeta - Valentina Galušić - Nedžla Kovačević - Zdenka Kovačević - Jovana Marković - Azra Nikšić - Lejla Omerbašić | - Tea Perić - Hena Spahić - Iris Starčević - Vanja Vasilić - Amra Đapo - Milica Milošev - Ines Ćorda - Nikolina Nikolić - Bojana Vulić | - Samantha Roscoe - Cory Tiny Adams - Deijah Blanks - Cierra Ceazer - Andie Easley - Monet Johnson - Teisha King - Rishonda Napier |

## Entrenadores destacados
- Goran Lojo